# Bryan D. O'Connor
Bryan Daniel O'Connor, född 6 september 1946 i Orange, Kalifornien, är en amerikansk astronaut uttagen i astronautgrupp 9 den 19 maj 1980

## Rymdfärder
- STS-61-B
- STS-40